# Tomahawk (Wisconsin)
Tomahawk is een plaats (city) in de Amerikaanse staat Wisconsin, en valt bestuurlijk gezien onder Lincoln County.

## Demografie
Bij de volkstelling in 2000 werd het aantal inwoners vastgesteld op 3770. In 2006 is het aantal inwoners door het United States Census Bureau geschat op 3718, een daling van 52 (-1,4%).

## Geografie
Volgens het United States Census Bureau beslaat de plaats een oppervlakte van 22,9 km², waarvan 19,3 km² land en 3,6 km² water. Tomahawk ligt op ongeveer 442 m boven zeeniveau.

## Plaatsen in de nabije omgeving
De onderstaande figuur toont nabijgelegen plaatsen in een straal van 44 km rond Tomahawk.